# 台北世界貿易中心國際貿易大樓
台北世界貿易中心國際貿易大樓（英語：Taipei World Trade Center International Trade Building），簡稱國貿大樓、WTC大樓、ITB大樓，位於臺北市信義區，是中華民國對外貿易發展協會（貿協）總部，為地上34層、地下3層之鋼骨結構建築，與台北世界貿易中心展覽大樓、台北國際會議中心、台北君悅酒店合稱「台北世貿中心四合一建築」。國貿大樓於1988年7月1日落成啟用。目前已有十多個外國駐臺機構設立於此，包括德國經濟辦事處、印度-台北協會、駐台北韓國代表部等，亦有許多國際金融、會計服務機構於此設點。

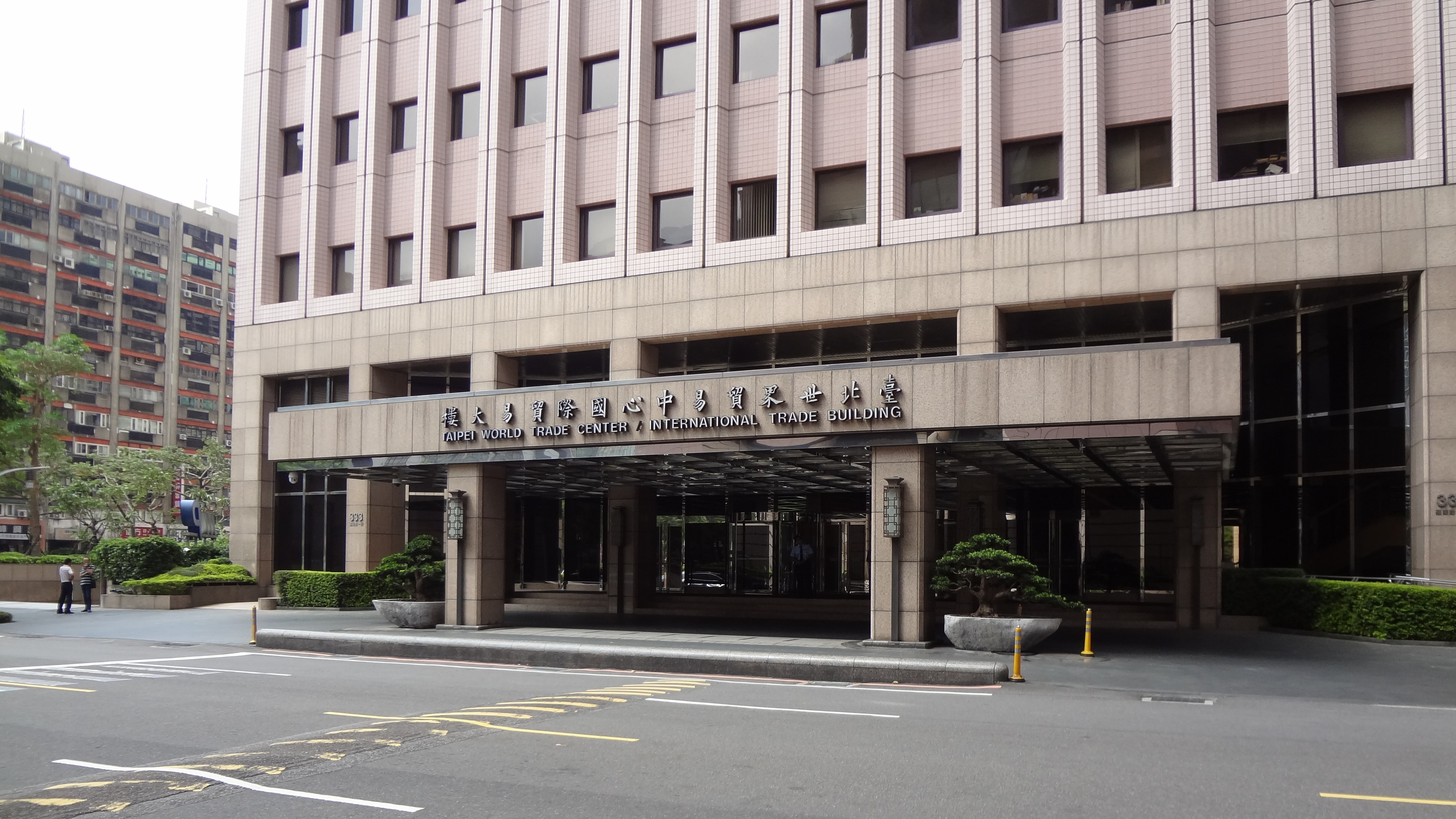
台北世界貿易中心國際貿易大樓大門

## 樓層用途
| 使用樓層 | 用途 |
| -------- | --- |
| 34       | 漢來名人坊 |
| 33       | |
| 32       | 資誠聯合會計師事務所 |
| 31       | 瑞士商務辦事處（3101室） |
| 30       | 資誠聯合會計師事務所 |
| 29       | 資誠聯合會計師事務所 |
| 28       | 資誠聯合會計師事務所 |
| 27       | 資誠聯合會計師事務所 |
| 26       | 資誠聯合會計師事務所 |
| 25       | 資誠聯合會計師事務所 |
| 24       | 瑞典貿易暨投資委員會台北辦事處（2406室） 駐臺北以色列經濟文化辦事處（2408室） 資誠聯合會計師事務所                            |
| 23       | 資誠聯合會計師事務所 |
| 22       | 景丞科技股份有限公司（2208室） 芬蘭商務辦事處（2205室） 義大利經濟貿易文化推廣辦事處貿易組（2204室） 資誠聯合會計師事務所     |
| 21       | 久揚建設（2105室） |
| 20       | 英科智能有限公司（2013室） |
| 19       | 駐台北土耳其貿易辦事處（1905室） 德國經濟辦事處（1909室）                                                                     |
| 18       | 張忠謀、張淑芬辦公室 台杉投資管理顧問股份有限公司 義大利經濟貿易文化推廣辦事處簽證領事組（1808室） 盧森堡台北辦事處（1812室） |
| 17       | 印度-台北協會（1708室） |
| 16       | 波蘭臺北辦事處（1601室） 歐洲經貿辦事處（1603室） 蘇富比台北（1610室） 秘魯駐臺北商務辦事處（1613室）                         |
| 15       | 墨西哥商務簽證文件暨文化辦事處（1501、1502、1514室） 駐台北韓國代表部（1506室） 阿根廷商務文化辦事處（1512室）                |
| 14       | 滙豐（台灣）商業銀行 |
| 13       | 香港上海滙豐證券、香港上海滙豐銀行、滙豐（台灣）商業銀行 台北君倫律師事務所（1309室）                                         |
| 12       | 斯洛伐克經濟文化辦事處（1203室） 仁美國際股份有限公司（1205室） 立陶宛貿易代表處（1207-A室）                                  |
| 11       | 駐台北烏蘭巴托貿易經濟代表處（1112室）                                                                                        |
| 10       | 私人企業 |
| 9        | 安永聯合會計師事務所 |
| 8        | 安永聯合會計師事務所 |
| 7        | 中華民國對外貿易發展協會 |
| 6        | 中華民國對外貿易發展協會 |
| 5        | 中華民國對外貿易發展協會（貿協）                                                                                              |
| 4        | 茵康國際會議顧問股份有限公司(410室）                                                                                          |
| 3        | 臺灣銀行台北世貿中心分行（301室）                                                                                             |
| 2        | 私人企業 合作金庫商業銀行世貿分行                                                                                             |
| 1        | 接待大廳 |
| B1       | 停車場 |
| B2       | 停車場 |
| B3       | 停車場 統一超商國貿門市 |

## 外部連結
- 國際貿易大樓官方網站 （页面存档备份，存于）
- 國家文化資料庫：國際貿易大樓[永久]

25°2′3″N 121°33′40″E / 25.03417°N 121.56111°E